# Flora Javae
Flora Javae (abreviado Fl. Javae) es un libro con ilustraciones y descripciones botánicas que fue escrito por el naturalista, botánico alemán-holandés Carl Ludwig Blume y publicado en 1828 a 1898.

## Publicación
- Serie; 1828-1851,
- Placas inéditas: 1862 y 1897
- Nueva serie: 1858-1859 con el nombre de Flora Javae et Insularum Adjacentium Nova Series (en colaboración con: J.B.Fischer), 1828-1858